# Подчасский, Ипполит Иванович
Ипполит Иванович Подчасский или Подчаский (1792 — 19 марта 1879 ) — русский военный и государственный деятель, полковник (1820), действительный тайный советник (1871), сенатор и художник-любитель.

## Происхождение
Внебрачный сын графа Льва Кирилловича Разумовского (1757—1818), был приписан к роду полтавских дворян. Мать — Прасковья Михайловна Соболевская, дочь берейтора графов Разумовских, впоследствии вышла замуж за Ландера. Её сестра, Мария Михайловна Соболевская, прожила в фактическом браке более 35 лет с графом Алексеем Разумовским и была матерью графов Перовских.

## Жизнь
Подчасский поступил подпрапорщиком в Тарнопольский пехотный полк 29 декабря 1811 года. В 1812 году (17 мая) был произведен в прапорщики, участвовал в сражении при Смоленске, при Бородине, где был ранен в грудь на вылет 2 пулями. В мае 1813 году, находился в сражении при Бауцене, в октябре — при Лейпциге, в декабре того же года был определён в Орденский кирасирский полк корнетом, в 1814 году, 10 января, был в деле при Бриенне, при Мальмезоне, при Бар-Сюр-Обе. Находился в преследовании неприятеля через Париж и обратно к русским пределам. 9 мая 1814 года был произведен в поручики — за Бауцен, 4 октября в штаб-ротмистры — за Лейпциг; 3 января 1815 года он был назначен адъютантом к генералу от кавалерии Тормасову.
В марте 1816 года был переведён в Кавалергардский полк, с оставлением адъютантом, 6 июля 1818 года произведен в ротмистры. После смерти отца получил 400 душ в Полтавской губернии. В 1820 году (13 марта), по болезни, был уволен из полка с чином полковника, в скором времени, 4 мая, по Высочайшему повелению, определён в ведомство Коллегии Иностранных Дел и причислен к Московскому Архиву. 5 апреля 1828 года был уволен от службы с чином статского советника, в том же году, 22 июля, определён управляющим комиссией по Московской ссуде, с переименованием в коллежские советники.

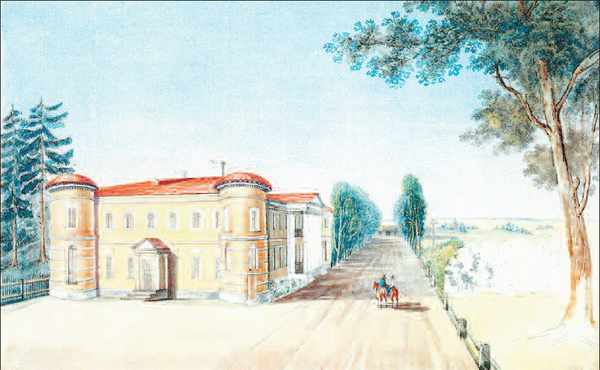
И. Подчаский. Акварельный вид усадьбы Поливаново

Сверх занимаемой должности, Подчасский был командирован, по предписаниям Московского военного генерал-губернатора — 29 сентября 1828 года и 19 марта 1829 года, — для исследования некоторых беспорядков, происшедших в Московской думе; 27 декабря 1828 года был Высочайше утвержден членом Московского попечительного о тюрьмах Комитета. По предписанию Московского генерал-губернатора от 23 сентября 1830 года, во время бывшей в Москве холеры, поручены были особенному бдительному надзору Подчасского тюремный и пересыльный замки, временная тюрьма и арестантские больницы.
30 ноября того же года, по предписанию Московского военного генерал-губернатора, он был утвержден членом комитета, учрежденного, по предписанию министра внутренних дел, для устройства при исправительных заведениях особых помещений для чиновных людей, подвергаемых, на основании мнения Государственного Совета 27 февраля 1829 года, поправлению; 17 ноября 1831 года Московским попечительным о тюрьмах Комитетом был утвержден председателем в особо учрежденном при названном Комитете хозяйственном отделении.
28 февраля 1833 года был утвержден попечителем работного дома, в том же году (14 июля), с закрытием Комиссии по Московской ссуде, уволен от должности управляющего, 16 июля, по журналу общего собрания Попечительного Совета заведений общественного призрения в Москве, поручено ему управление контролем этого Совета, впредь до открытия работного дома, а 19 сентября он произведен в статские советники.
С 22 декабря был определён за обер-прокурорский стол в I Отделение 6-го Департамента Сената, 29 января 1834 года, журналом общего собрания Попечительного Совета заведений общественного призрения в Москве, избран членом Комитета для рассмотрения отчетов по ведомству Совета за 1833 год; в том же году, 14 октября, уволен от должностей по ведомству Попечительного Совета, 24 марта 1835 года откомандирован в 8-й Департамент, в 1838 году перемещен во 2-й Департамент, 5 апреля 1839 года вступил в исправление обязанностей обер-прокурора 2-го Департамента, а 25 августа произведен в действительные статские советники и утвержден в должности обер-прокурора 2-го Департамента.
8 марта 1842 года был утвержден в звании члена Комитета попечительного о тюрьмах общества, в 1843 году ревизовал судебные учреждения Новгородской и Тверской губернии. 1 августа 1847 года назначен ревизовать присутственные места Смоленской, Витебской, Могилевской и Псковской губернии, 3 апреля 1849 года назначен членом Консультации при Министерстве Юстиции.
В 1852 году произведен в тайные советники, с назначением присутствовать в Сенате, 31 июля того же года ему было повелено присутствовать в 8-м Департаменте. 31 августа 1861 года назначен присутствовать в 7-м Департаменте, а с 21 мая 1863 года — в межевом Департаменте; 23 декабря 1864 года был назначен первоприсутствующим в нём на 1865 год, 1 января 1871 года произведен в действительные тайные советники и назначен присутствовать в Общем Собрании 4-го, 5-го и межевого Департаментов, в этой должности находился до смерти.

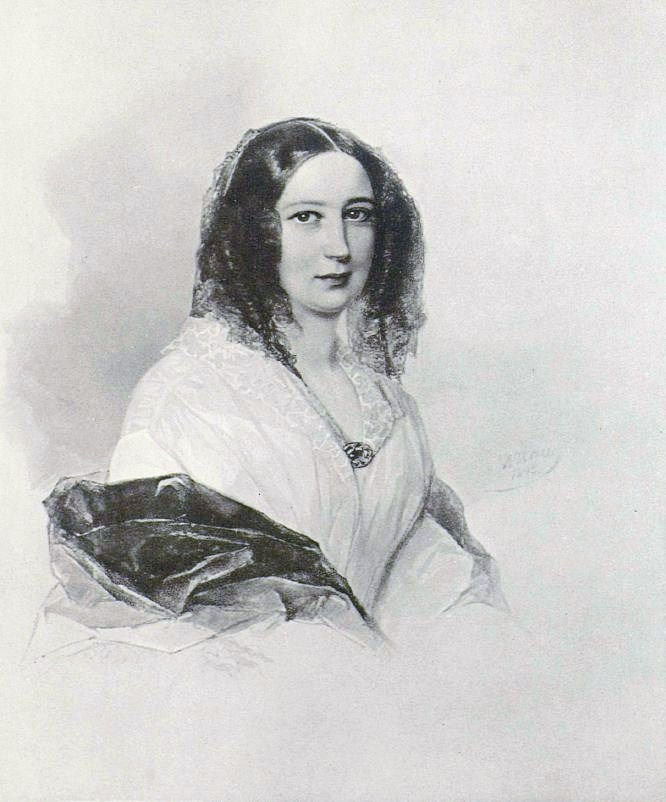
Елизавета Петровна, жена

Слабое здоровье заставило его взять продолжительный отпуск для восстановления сил, и 29 марта 1873 года он был уволен для лечения в бессрочный отпуск за границу с сохранением получаемого содержания. Прожив некоторое время за границей, Подчасский вернулся в Россию и поселился в своем тверском имении. Умер 19 марта 1879 года в Твери, похоронен на кладбище Христорождественского монастыря.
По отзывам современников, Подчасский был «всеми уважаемый и почитаемый человек», его племянник называл его «милым, безконечно добрым и деликатным стариком. Тихий и доверчивый, он не отличался прозорливостью. Его часто обманывали, и когда он это замечал, y него не доставало храбрости уличить или сделать какое-нибудь замечание».

### Награды
- 1812 — орден Святой Анны 4-й степени
- 1817 — орден Святой Анны 2-й степени
- 1829 — орден Святого Владимира 4-й степени
- 1841 — орден Святого Станислава 1-й степени
- 1844 — орден Святой Анны 1-й степени
- 1847 — орден Святой Анны 1-й степени с короной
- 1848 — орден Святого Владимира 2-й степени
- 1859 — орден Белого орла

## Семья
С 28 сентября 1858 года был женат на известной светской красавице Елизавете Петровне Потёмкиной (1796 — после 1870), вдове графа С. П. Потёмкина (1787—1858), сестре декабриста С. П. Трубецкого. Графиня Потёмкина не была счастлива со своим первым мужем и жила с ним раздельно, её позднему второму браку предшествовала давняя и взаимная привязанность. Имели сына:
- Лев Ипполитович (1836—1862), в 1856 году был возведён в дворянство, служил в московском Архиве иностранных дел; затем — следователем в Калуге. По отзывам современника, был «веселым, прекрасным собой и много обещавшим молодым человеком»[7]. Умер от чахотки в Висбадене.